# Aldea Island
Aldea Island (spanisch Isla Aldea) ist die mittlere der drei Inseln der Bugge Islands vor dem äußeren Rand des Wordie-Schelfeises an der Fallières-Küste im Westen der Antarktischen Halbinsel.
Teilnehmer der Zweiten Chilenischen Antarktisexpedition (1947–1948)  benannten sie nach Juan de Dios Aldea Fonseca (1853–1879), einer Schlüsselfigur der Seegefechte von Iquique und von Punta Gruesa am 21. Mai 1879 im chilenisch-bolivianisch-peruanischen Salpeterkrieg.